# Sabuhi Abdullazade
Sabuhi Abdullazade (Sumgait, 18 de diciembre de 2001) es un futbolista azerí que juega en la demarcación de centrocampista para el Sumgayit FK de la Liga Premier de Azerbaiyán.

## Selección nacional
Tras jugar en las categorías inferiores de la selección, finalmente hizo su debut con la selección de Azerbaiyán el 22 de marzo de 2025 en un encuentro amistoso contra Haití que finalizó con un resultado de 0-3 a favor del combinado haitiano tras un gol de Danley Jean Jacques y un doblete de Frantzdy Pierrot.

## Clubes
| Club        | País       | Año   | Partidos | Goles |
| ----------- | ---------- | ----- | -------- | ----- |
| Sumgayit FK | Azerbaiyán | 2017- | 169      | 6     |